# 超浮游要塞
《超浮游要塞》是一款由卡普空公司于1985年制作和发行的街机游戏。游戏是一款纵向卷轴射击游戏。后移植至多个游戏平台，其中包括于1985年12月21日在FC游戏机发行。
玩家控制着一个飞行战机，向敌人进行射击。